# Хисби
Хисби (њем. Hüsby) општина је у њемачкој савезној држави Шлезвиг-Холштајн. Једно је од 134 општинска средишта округа Шлезвиг-Фленсбург. Према процјени из 2010. у општини је живјело 777 становника. Посједује регионалну шифру (AGS) 1059041.

## Географски и демографски подаци
Хисби се налази у савезној држави Шлезвиг-Холштајн у округу Шлезвиг-Фленсбург. Општина се налази на надморској висини од 40 метара. Површина општине износи 9,7 km². У самом мјесту је, према процјени из 2010. године, живјело 777 становника. Просјечна густина становништва износи 80 становника/km².